# Немецкое военное кладбище в Малеме

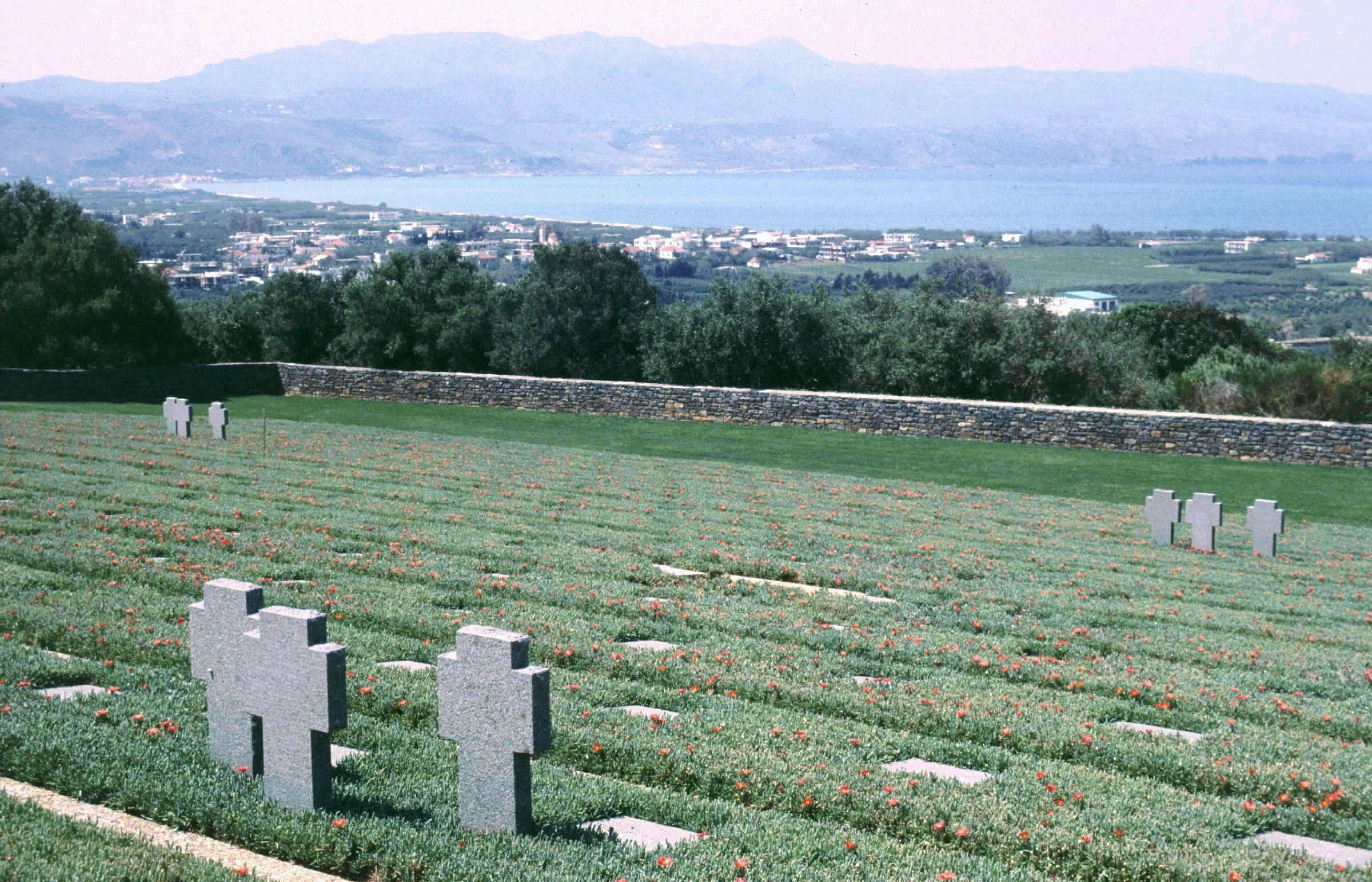

Немецкое военное кладбище в Малеме (греч. Γερμανικό στρατιωτικό νεκροταφείο Μάλεμε, нем. Deutschen Soldatenfriedhof Maleme) — одно из двух военных кладбищ на греческой территории, где похоронены исключительно немецкие солдаты, погибшие в Греции в годы Второй мировой войны. Вторым подобным является Немецкое военное кладбище Рапендозы в Аттике.
Кладбище расположено недалеко от аэродрома Малеме, нома Ханья, на острове Крит.
На кладбище захоронены останки 4.465 немецких солдат, большинство из которых состояли в элитном корпусе парашютистов и погибли в боях при высадке на Крите в мае 1941 года.
Кладбище было создано в 1974 году, с согласия греческого правительства, по инициативе немецкого ветерана офицера Gericke.
Командующий парашютистами, а затем гарнизоном Крита, генерал Бруно Брауэр был осуждён в 1947 в Афинах за зверства на острове и казнён.
Несмотря на эту предысторию, с разрешения греческих властей, немецкий Союз по уходу за военными захоронениями с 1960 года стал собирать останки немецких солдат из разбросанных по всему острову могил. Саркофаги с останками были собраны в монастыре Гони, где оставались несколько лет до открытия кладбища в Малеме.
Малеме был эпицентром боёв за Крит в 1941 году. Расстрел немецкими парашютистами населения села Кондомари, находившегося рядом с взлётно-посадочной полосой Малеме, был первым в своём роде в оккупированной Европе и положил начало серии расстрелов по всему Криту.
В конечном итоге кладбищу была предоставлена территория, примыкающая к центру подготовки спецназа греческой армии.
Уход за кладбищем официально числится за немецким Союзом по уходу за военными захоронениями.
С немецкой стороны, с 1975 года и до своего роспуска в 1994 году, шефство над кладбищем приняла 1-я воздушно-десантная дивизия бундесвера.
26 мая 2013 года, посольство Германии в Греции организовало на кладбище церемонию в честь годовщины битвы за Крит, под лозунгом «Бывшие враги стали друзьями». Присутствовали, среди прочих, участники боёв за Крит из Германии, Греции, Австралии, Новой Зеландии и Великобритании.